# 纽约的法院

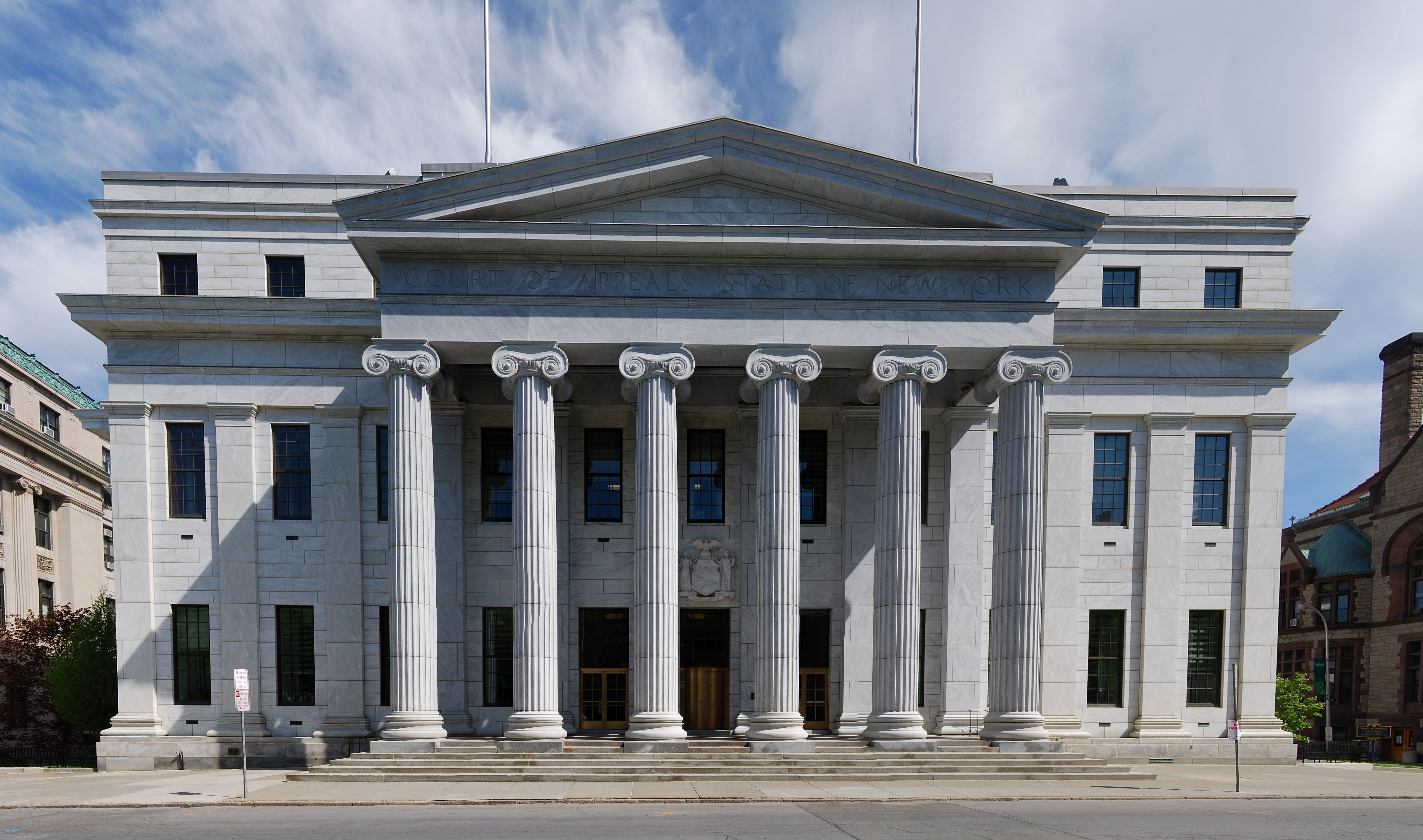
位于奥尔巴尼的纽约上诉法院

纽约的法院 包括:
纽约州法院
- 纽约上诉法院[1]（纽约州最高法院）
  - 纽约州巡回法院（废止）
  - 纽约最高法院上诉部门[2]（含4个部门，为州二审法院）
    - 纽约最高法院[3]（分为13个司法区，为州一审法院）
    - 纽约郡法院[4]（57个郡，每郡一个）
    - 纽约衡平法院（废止）
    - 纽约权利申诉法院[5]
    - 纽约村镇法院[6]
      - 中城社区法院[7]

    - 纽约问题解决法院[8]

纽约联邦法院
- 美国联邦第二巡回上诉法院（总部位于纽约市曼哈顿，其司法管辖范围包括康涅狄格州、纽约州和佛蒙特州）
  - 美国纽约东区联邦地区法院[9]
  - 美国纽约北区联邦地区法院[10]
  - 美国纽约南区联邦地区法院[11]
  - 美国纽约西区联邦地区法院[12]
- 美国国际贸易法院（总部位于纽约市）

前纽约联邦法院
- 美国纽约联邦地区法院（分区后废止）

## 延伸阅读
- Galie, Peter J. and Bopst, Christopher, The New York State Constitution (2nd ed. 2012)
- Lincoln, Charles Z., The Constitutional History of New York from the Beginning of the Colonial Period to the Year 1905 (1906)
- State of New York, Department of State, New York Constitution  （页面存档备份，存于）
- The Historical Society of the Courts of the State of New York  （页面存档备份，存于）

## 參见
- 纽约州法院系统
- New York Court of Common Pleas (historical)
- New York Court for the Trial of Impeachments  (historical)
- New York Court of Chancery (historical)